# 胆甾烯

羊毛甾醇

胆甾烯（英語：Cholestenes）是胆甾烷带有一个双键的衍生物，常见的有5-胆甾烯、2-胆甾烯等。
如果带有两个双键，则可以称作胆甾二烯（英語：cholestadiene），其衍生物的例子有夫西地酸、羊毛甾醇和豆固醇。